# Xoriguer de l'illa de Maurici
El xoriguer de l'illa de Maurici (Falco punctatus) és un ocell rapinyaire de la família dels falcònids (Falconidae). És endèmic de les zones boscoses de l'illa Maurici. El seu estat de conservació es considera en perill d'extinció.

## Descripció
Xoriguer petit i robust amb ales relativament curtes i arrodonides, la cua i potes força llargues. La part superior és de tons vermellosos amb ratlles negres a cap, esquena, cua i ales. Per sota és pàl·lid amb el pit ratllat fosc. Potes de color groc. No hi ha un dimorfisme sexual marcat, tot i que els mascles són lleugerament més petits.

## Habitat
Originalment ocupa boscos de fulla perenne en alçades que van des del nivell del mar fins a les parts més altes de l'illa. Actualment la població es concentra a la zona sud-oest de l'illa de Maurici. Recentment s'ha vist obligat a habitar en boscos secundaris i de matollar.

## Alimentació
Principalment s'alimenta de gekos del genere Phelsuma i d'altres llangardaixos, petits ocells, insectes com libèl·lules, ratolins i musaranyes. Caça principalment des de l'alçada, generalment sota el dosser arbori, arrabassant preses de troncs, branques, fullatge o del terra amb cops curts. A una distancia d'uns 13 a 3 metres i els atacs acaben amb un 38% d'encert.

## Reproducció
Nidifica en forats de penya-segats o de grans arbres, durant els mesos d'agost a novembre. Actualment s'introdueixen exemplars criats en captivitat i en caixes niu. Normalment pon 3 ous i tenen una incubació de 30 dies. Els exemplars joves es queden al territori patern fins a la següent temporada de cria.